# Elfnovembergroep
De Elfnovembergroep werd door Opbouwwerk Heuvelland opgericht om in 1978 60 jaar Wapenstilstand te herdenken. Een aantal jongeren kwamen op 11 november 1977 samen in Kemmel en noemden zich de Elfnovembergroep. De groep is verantwoordelijk voor het boek 'Van den Grooten Oorlog' en het toneel 'Nooit brengt een oorlog vrede'. Op dit ogenblik werkt de groep aan een gedachtenistuin in Westouter.

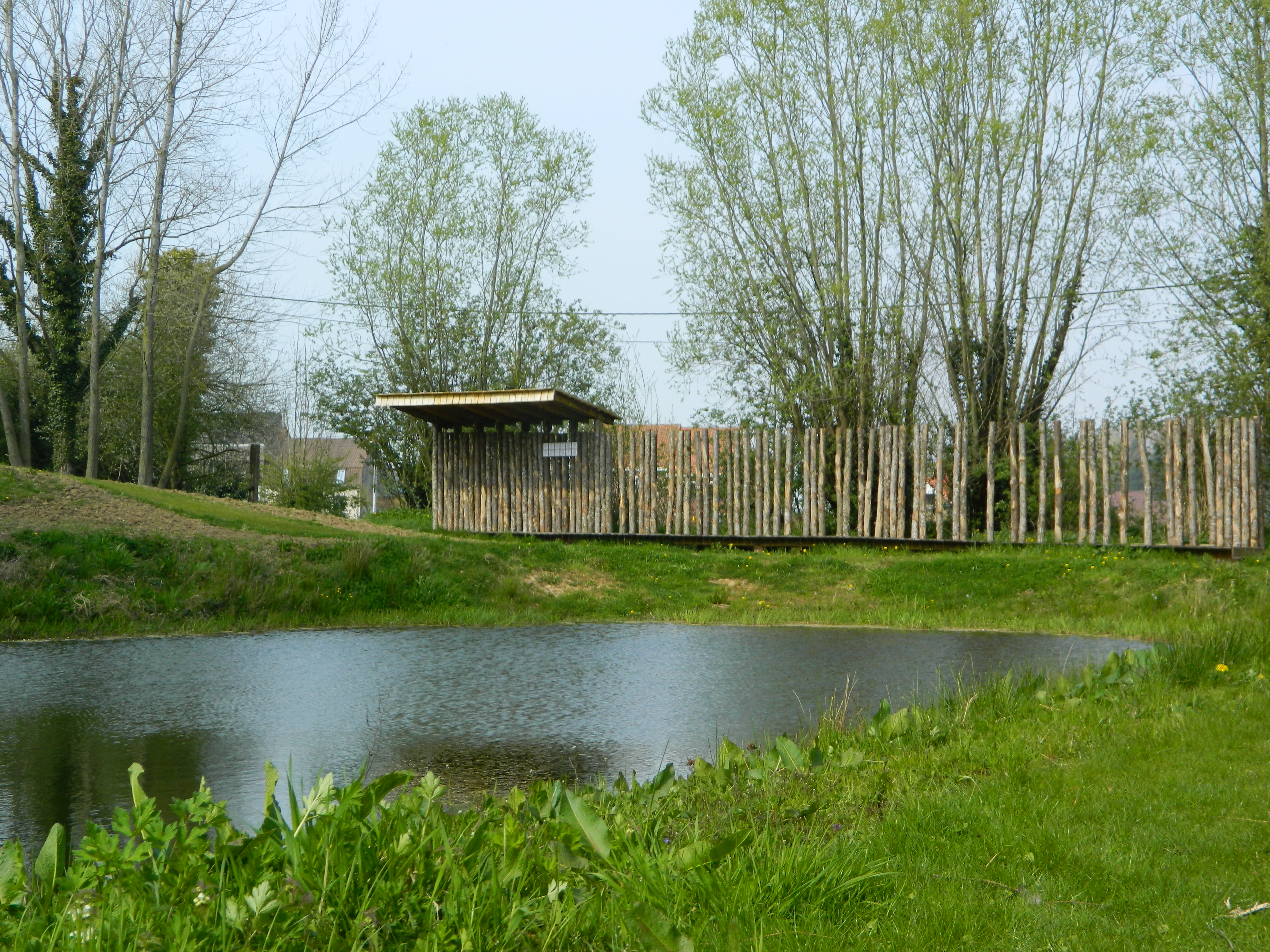
Luifel in de gedachtenistuin in Westouter

## Missie
De Elfnovembergroep herdenkt de Eerste Wereldoorlog vanuit het standpunt van de gewone mensen: mannen, vrouwen, kinderen en vluchtelingen. De officiële herdenkingen zijn vaak in naam van de militairen en niet in naam van het 'gewone volk'. De Elfnovembergroep verzet zich niet tegen officiële herdenkingen maar voegt er een ander standpunt aan toe. In plaats van enkel te kijken naar de geschiedenis en de wetenschappelijke benadering, plaatsen ze de 'gewone burgers' in de kijker. 

## Realisaties

### Volksboek: 'Van den Grooten Oorlog'
Het boek 'Van den Grooten Oorlog' werd uitgegeven op 11 november 1978. 
Het boek is een schat aan geschiedenis en vertelt de verhalen van 54 mannen en vrouwen, Belgen, Fransen, Britten en Duitsers. De verhalen gaan over hun leven en werk in de oorlog, het leven als vluchteling, het geweld van de oorlog en het dagelijkse leven aan het front. Om het boek te schrijven, gingen leden van de Elfnovembergroep praten met de ‘oudere generatie’. De groepsleden kregen een ander beeld van de oorlog en hoorden verhalen van mensen die de oorlog meemaakten. De verhalen geven hen nieuwe informatie die niet in de geschiedenisboeken staat. Alle verhalen werden vastgelegd op bandrecorders.

### Volksspel: 'Nooit brengt een oorlog vrede'

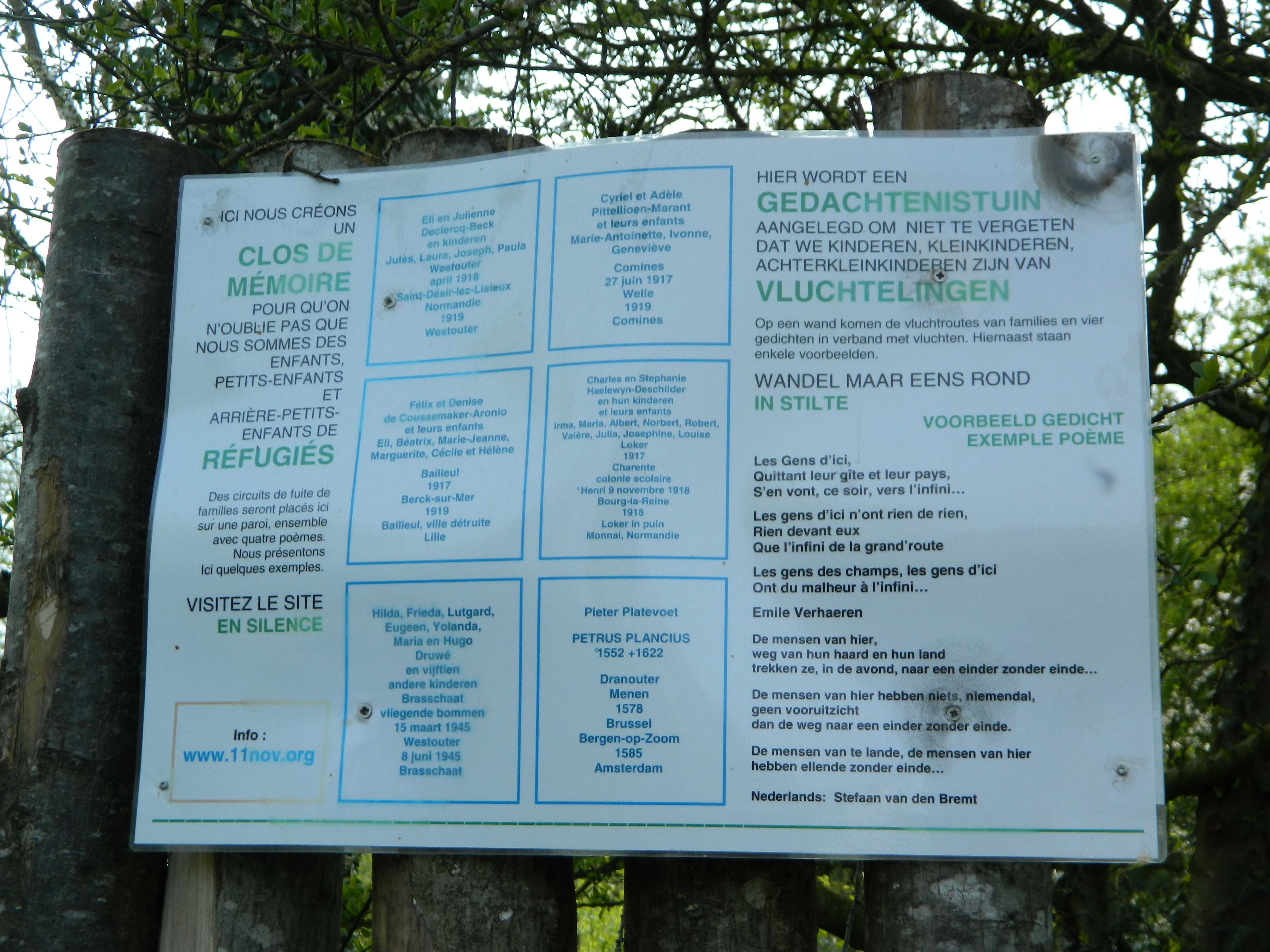
Ingang van de gedachtenistuin in Westouter

Het toneel ‘Nooit brengt een oorlog vrede’ werd geschreven door Marieke Demeester, met medewerking van Jan Hardeman en Stef Dehollander. Het idee om een toneelstuk te schrijven is ontstaan toen de jongeren bezig waren met het interviewen van ‘de oudere generatie’. Vele van de ouderen vertelden de verhalen met hart en ziel waardoor de jongeren het tafereel voor zich zagen. Dit leidde tot het toneelstuk. Het volksspel werd 19 keer opgevoerd en in totaal zagen zo’n 16.000 mensen het stuk. De eerste zes voorstellingen werden opgevoerd in Kemmel tussen 11 en 15 november 1978. Daarna werd het stuk ook drie keer opgevoerd in Brussel in het Paleis voor Schone Kunsten. Verder is het stuk opgevoerd in Antwerpen, Gent, Hasselt, Oostende, Roeselare en Turnhout. Het toneelstuk is gebaseerd op het boek ‘Van den Grooten Oorlog’, enkele dagboeken, romans en historische werken over de oorlog. Het speelt zich af tussen 1914 en 1918 maar in 1918 met euforie om te eindigen in 1914 met de zingende soldaten die vertrekken naar het front. Men speelt het toneelstuk in omgekeerde volgorde omdat het herdenken centraal staat.

### Gedachtenistuin Westouter

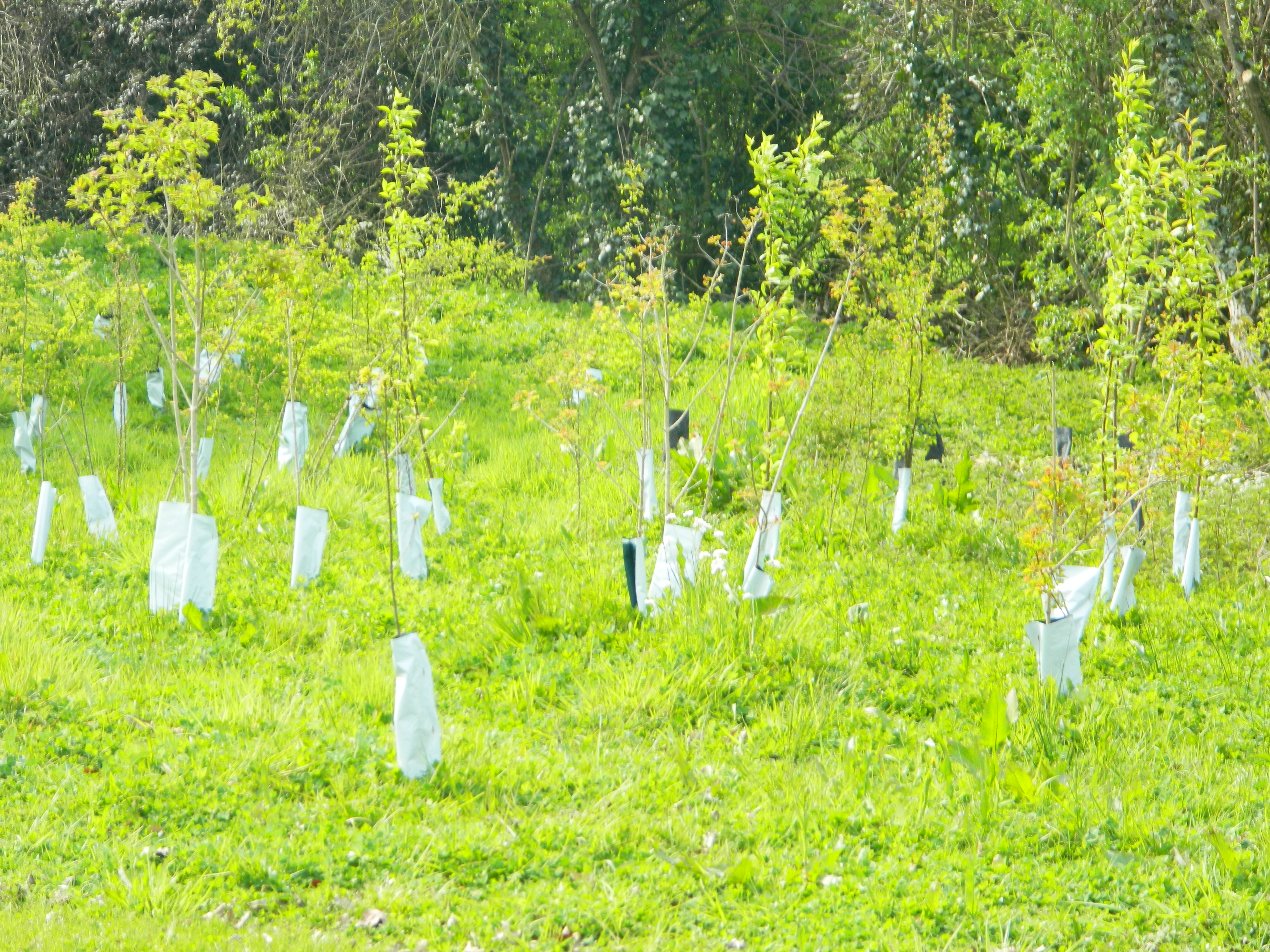
De gedachtenistuin

De gedachtenistuin in Westouter werd aangelegd door de Elfnovembergroep en hun vrijwilligers. Men wilde met de aanleg van de gedachtenistuin een herinnering creëren aan mensen die door oorlogsgeweld moesten vluchten in de Eerste en Tweede Wereldoorlog, maar ook in vroeger eeuwen. De tuin is open sinds 20 juni 2015. De straat en de gedachtenistuin zijn verbonden door een brug en het terrein is voorzien van graspaden. Er is een luifel met een wand in kastanjepaaltjes waar de vluchtroute van tientallen families te zien is. De gedachtenistuin ligt op korte afstand van de dorpskern van Westouter. De Elfnovembergroep koos voor Westouter omdat daar in 1914 2000 vluchtelingen werden opgevangen. In 1918 moesten deze vluchtelingen, samen met de 900 plaatselijke inwoners, vluchten. De meesten vluchtten over de grens naar Normandië.

### Boek: "Témoignages de la Grande Guerre"
Van het boek "Van den Grooten Oorlog" is er een Franse vertaling uitgekomen; het boek werd vertaald door de Française Noëlle Michel.